# Letícia Lanz
Letícia Lanz (Belo Horizonte, 22 de outubro de 1951) é uma psicanalista, economista e palestrante brasileira. 
Ficou conhecida por sua história de transição de gênero ocorrida aos 50 anos, após sofrer um infarto, história contada em seu livro A construção de mim mesma.

## Biografia
Casou-se em 1977, tem três filhos e cinco netos. É especialista em Gênero e Sexualidade pela Universidade Estadual do Rio de Janeiro e mestra em Sociologia pela Universidade Federal do Paraná. É também formada em Economia e possui mestrado em Administração de Empresas pela Universidade Federal de Minas Gerais. 
Durante 30 anos, atuou como consultora nas áreas de Recursos Humanos e Desenvolvimento Gerencial e de Equipes em organizações públicas e privadas no Brasil e no exterior. Também integra a Comissão da Diversidade Sexual e de Gênero da Ordem dos Advogados do Brasil no Paraná.
Foi uma das fundadoras da Associação Brasileira de Transgêneros (ABRAT) e serviu como sua primeira presidente. Além disso, criou o Movimento Transgente, que representa uma parte significativa da população transgênero no Brasil. Desde 2006, mantém o  Arquivo Transgênero, um dos sites mais acessados em língua portuguesa sobre questões transgênero, identidade de gênero e diversidade.
Em 2013, foi a primeira pessoa a receber o Prêmio Cláudia Wonder, concedido por entidades de defesa das pessoas transgênero de São Paulo. No ano seguinte, tornou-se a primeira pessoa transgênero a conquistar o título de mestre pela UFPR.
Em 2016 apareceu no programa Liberdade de Gênero, do GNT. Em 2020, se candidatou à prefeitura de Curitiba pelo PSOL.